# Lambert Hezenmans
Lambertus Christianus (Lambert) Hezenmans ('s-Hertogenbosch, 16 oktober 1841 – aldaar, 28 april 1909) was een Nederlandse schilder, tekenaar en restauratiearchitect.

## Leven en werk
Hezenmans was zoon van varkensslager Adrianus Heesemans en Isabella Bovee. Hij trouwde met Johanna Clasina Jeuken, dit huwelijk bleef kinderloos.
Hij volgde vanaf zijn twaalfde lessen aan de Koninklijke School voor Nuttige en Beeldende Kunsten te 's-Hertogenbosch, onder leiding van J.A. van der Ven. Als schilder maakte hij vooral miniatuurportretten op ivoor. In 1857 ging hij aan het werk in het atelier van de beeldhouwer Stephen Louis Veneman. Veneman was betrokken bij de restauratie van de Sint-Janskathedraal en kreeg in 1858 de leiding over de uitwendige restauratiewerken. Hezemans werkte ook aan de kathedraal. Nadat Veneman in 1863 een beroerte kreeg, nam Hezenmans diens functie over, maar werd pas vijf jaar later tot restauratiearchitect benoemd. Hezenmans kreeg ook de leiding over de restauraties van onder meer de gevel van het stadhuis van Gouda (1880-1883), de stadhuistoren in Middelburg (1887), het exterieur van de Petruskerk in Oirschot (1887) en kasteel Maurick in Vught (1891-1892). Hij was bevriend met Pierre Cuypers, met wie hij werkte aan de Grote of Sint-Michaëlskerk (Zwolle). Hezenmans ontwierp zelf een aantal gebouwen en neogotische kerken voor Acht, Meerveldhoven en Oerle. Hij ontwierp daarnaast beelden, altaren, liturgisch vaatwerk en glas-in-loodramen. Zijn ramen werden vooral uitgevoerd in het atelier van J.B. Capronnier in Brussel.
Hij was een aantal jaren directeur aan de Ambachtsschool in 's-Hertogenbosch en gaf rond 1882 les als leraar bouwkunde aan de Koninklijke School. Hij was lid van La Société Française d'archéologie aangeboden, erelid en beschermheer van het Sint-Bernulphusgilde en lid van het Provinciaal Genootschap van Kunsten en Wetenschappen in Noord-Brabant. Als lid van de Rijkscommissie tot het Opmaken van een Inventaris en een Beschrijving van de Nederlandsche Monumenten van Geschiedenis en Kunst inventariseerde hij tussen 1903 en 1909 monumenten in oostelijk Noord-Brabant.
In 1908 was het 50 jaar geleden dat Hezenman met zijn restauratiewerkzaamheden aan de Sint-Jan begon. Hij werd daarvoor benoemd tot Officier in de Orde van Oranje-Nassau en Ridder in de Orde van Sint-Gregorius de Grote en ontving de pauselijke onderscheiding Pro Ecclesia et Pontifice. Hezenmans overleed het jaar erop, op 68-jarige leeftijd. Hij werd begraven op begraafplaats Orthen, het grafmonument van de gebroeders Hezenmans is tegenwoordig een rijksmonument.

## Werken (selectie)
- Vijverbergje (1873), Oerle
- Sint-Jan de Doperkerk (1877), Oerle. Rond 1910 afgebroken en vervangen door de huidige Sint-Jan de Doperkerk.
- Bisschopskapel op begraafplaats Orthen
- Klein Reeburg / Landhuis Roucouleur (1884), Vught
- priesterkoor (1885), voor de Sint-Barbarakerk in Bunnik
- Sint-Antonius Abtkerk (1886), Acht
- Sint-Lambertuskerk (1889), Meerveldhoven. Na de Tweede Wereldoorlog gesloopt en vervangen door de nieuwe Sint-Lambertuskerk.
- pastorie (1889), Breugel
- ontwerp voor gedenkteken Triomferende Maria geflankeerd door twee engelen (1894), Oss

## Afbeeldingen

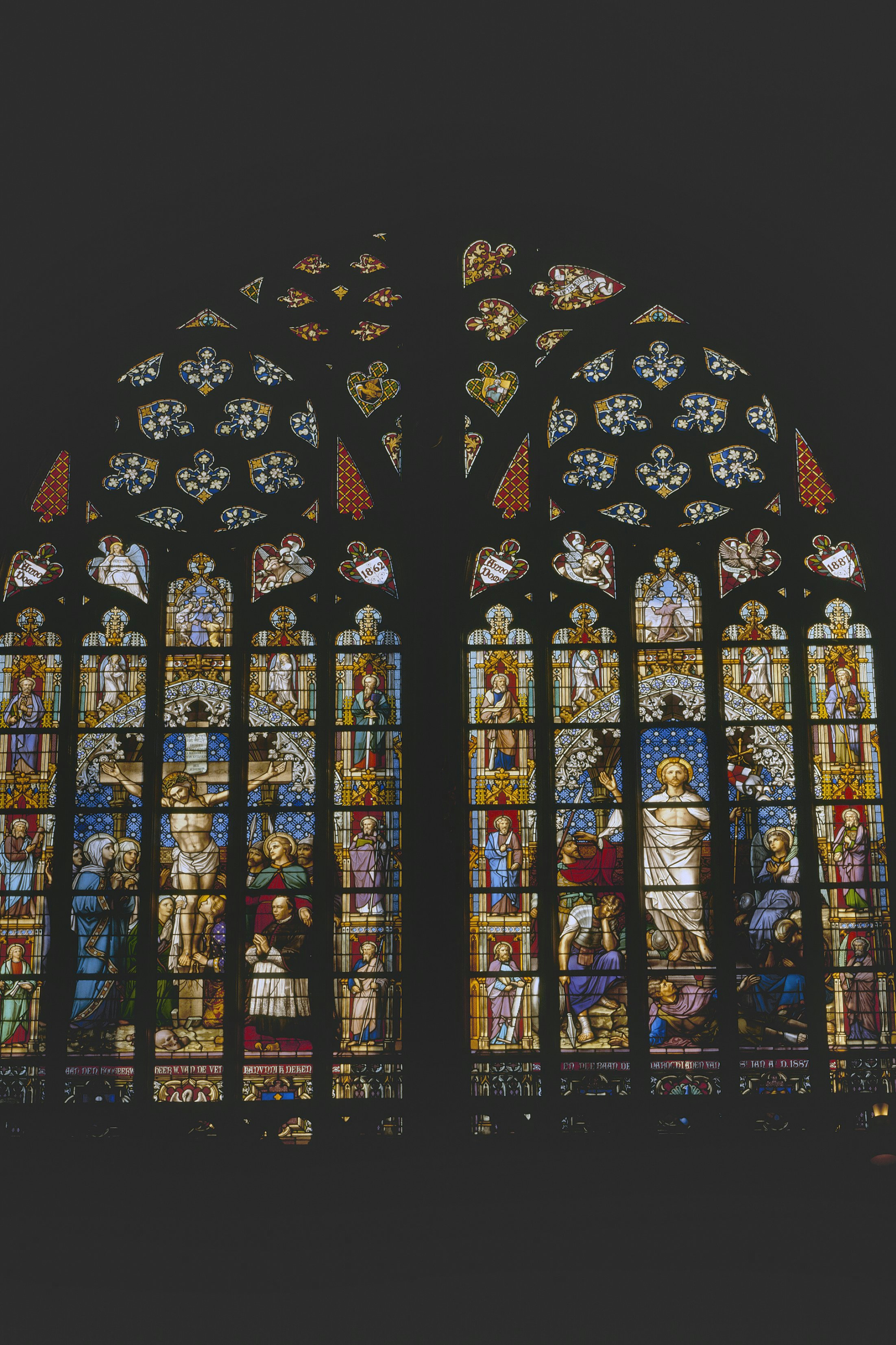
Glas-in-loodraam Sint-Janskathedraal (1862)
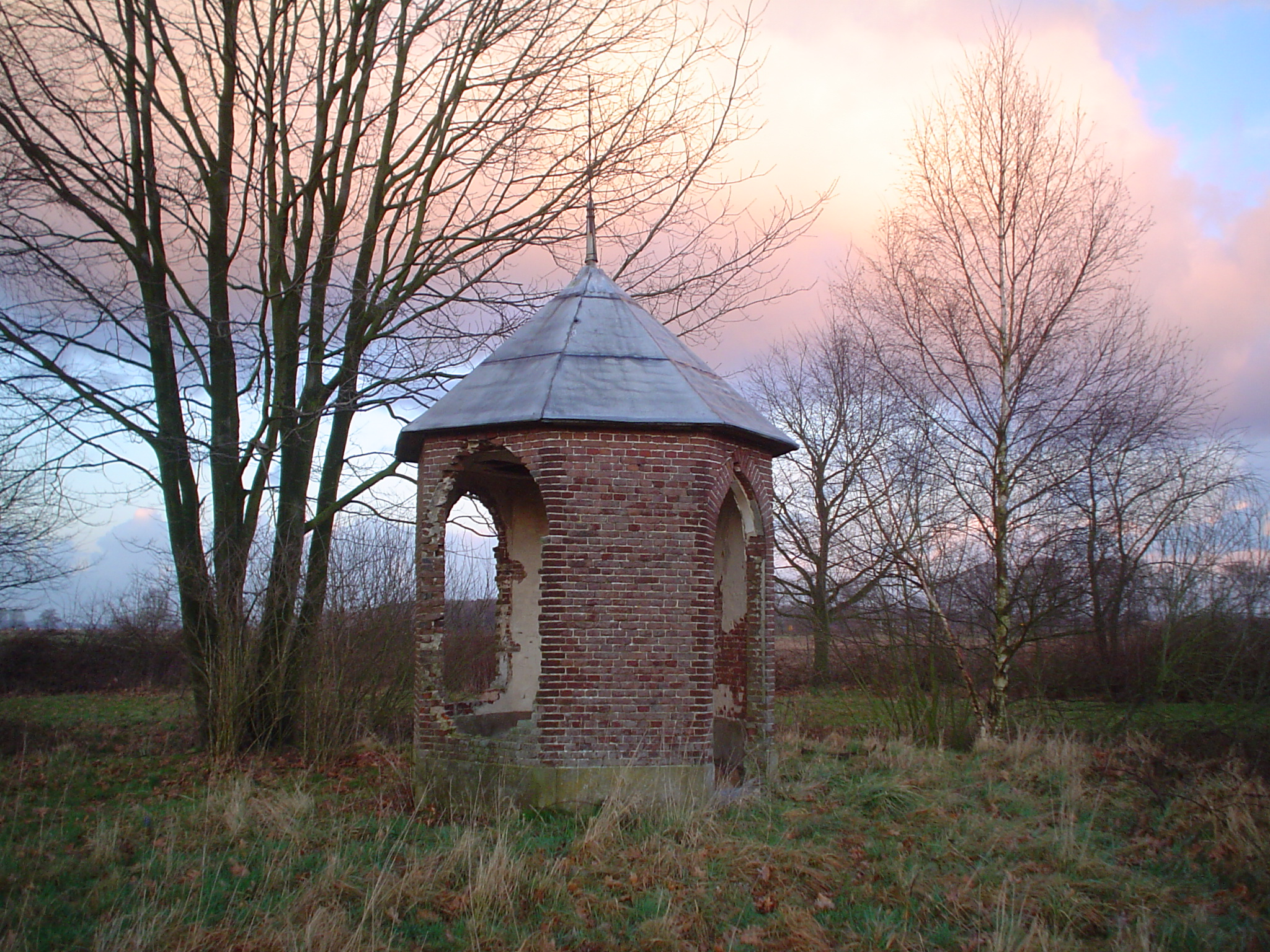
Het Vijverbergje, Oerle (1873)
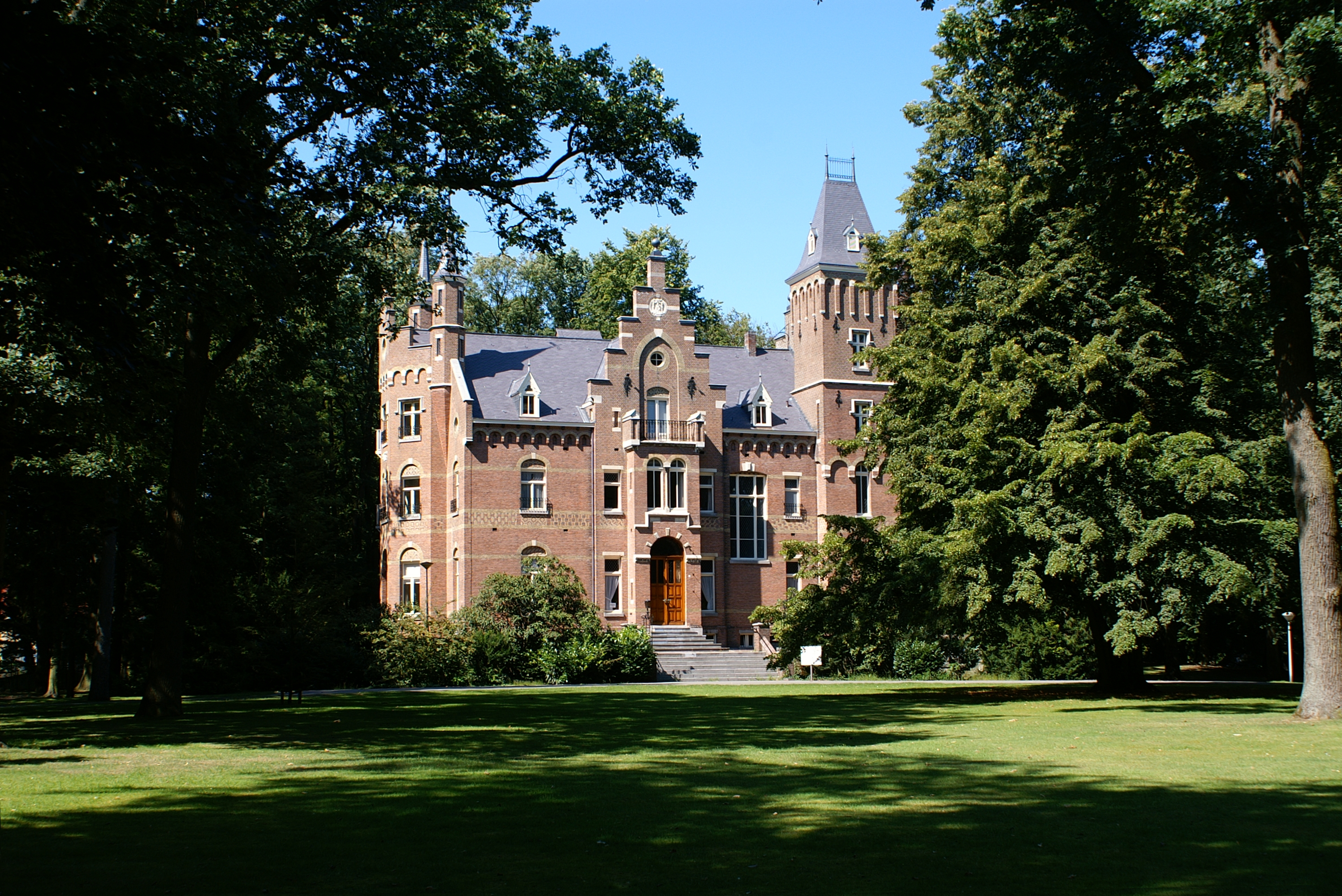
Klein Reeburg (1884)
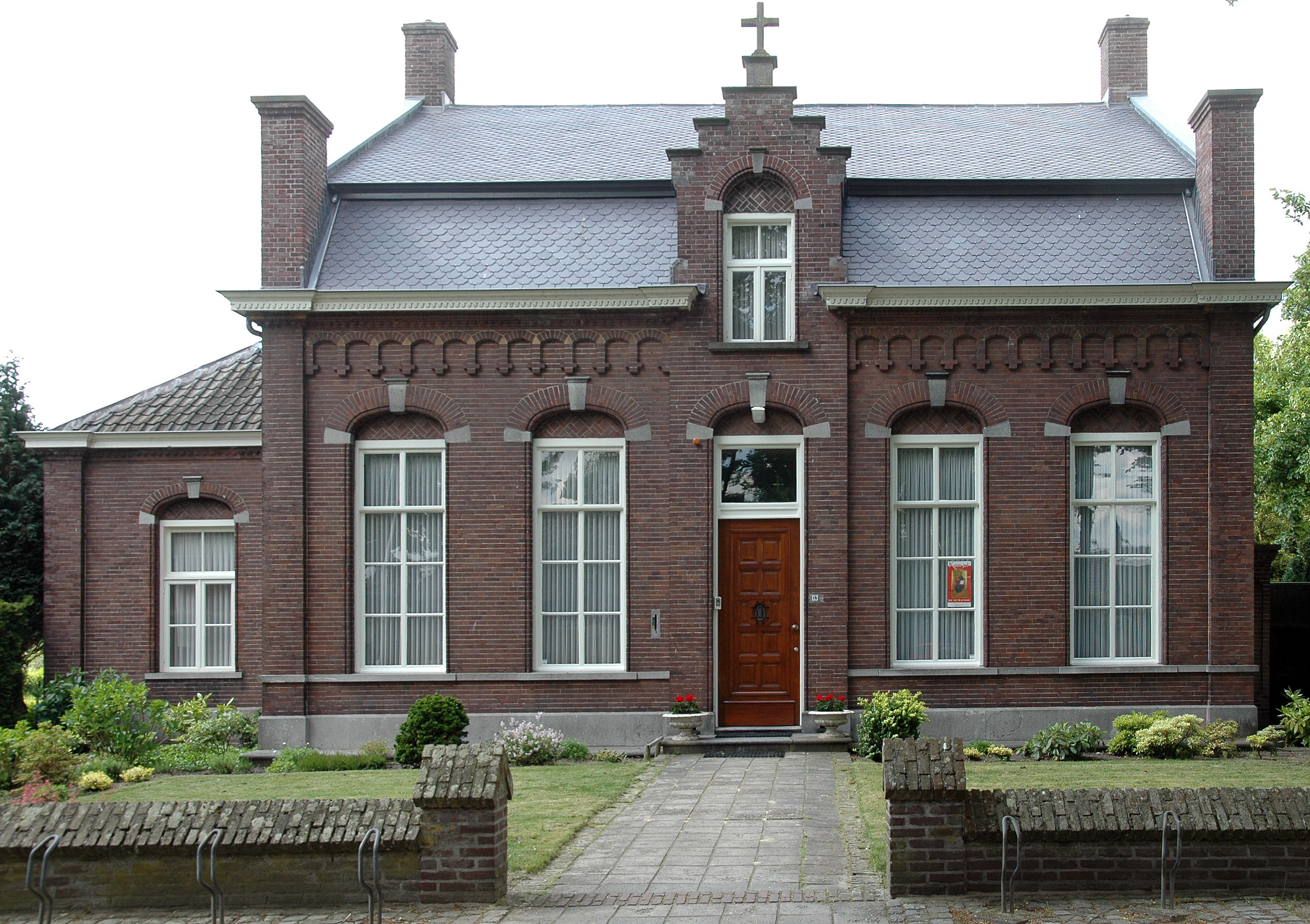
Pastorie (1889)
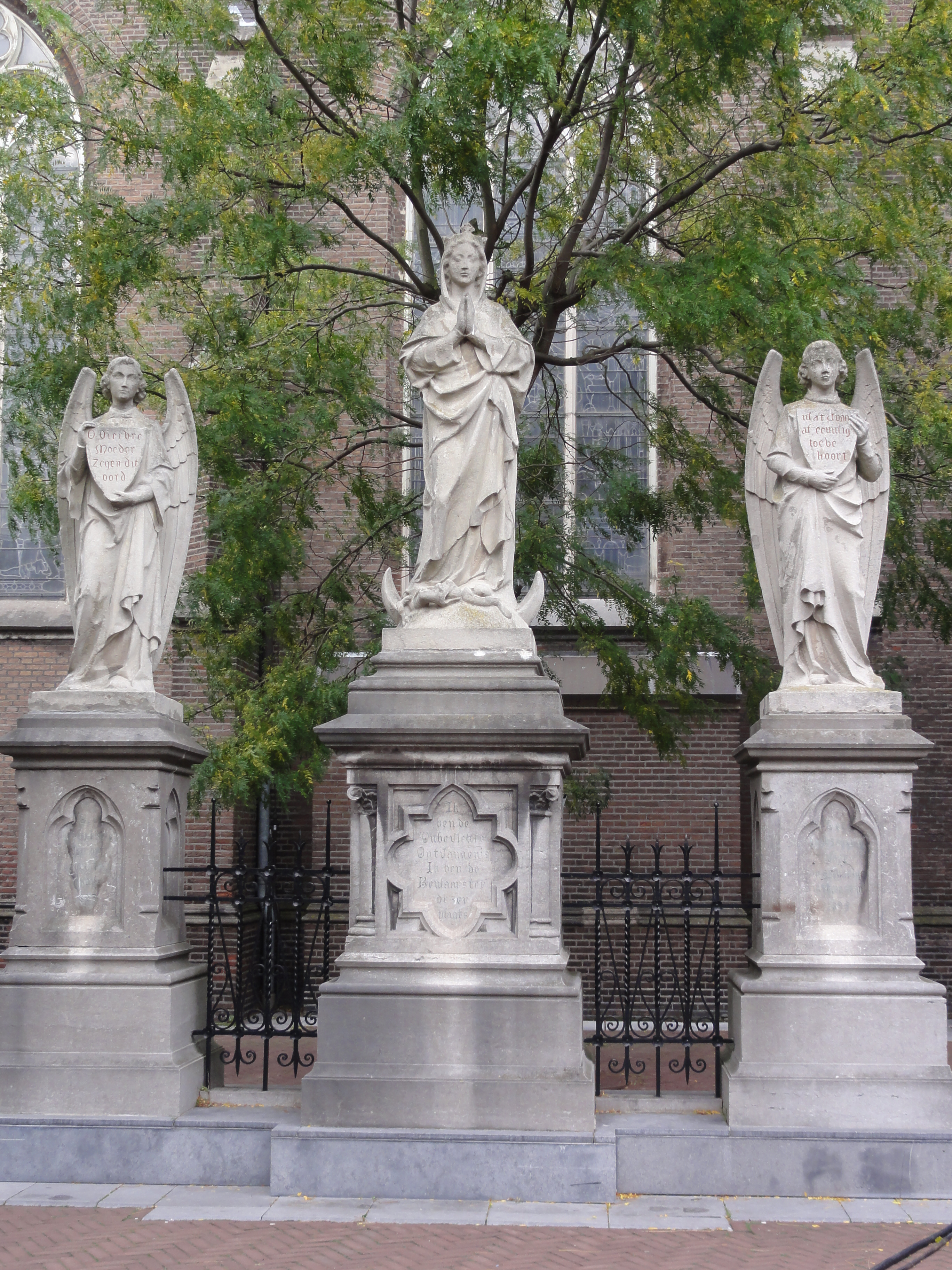
Triomferende Maria geflankeerd door twee engelen (1894)

- Biografisch Portaal: 73591554
- Nederlandse Thesaurus van Auteursnamen: 070552991
- RKD-Nederlands Instituut voor Kunstgeschiedenis: 370577
- Virtual International Authority File: 281741357
- WorldCat: E39PBJqFRbQMmYTc8P7dCw4wmd